# 3301 Янсьє
3301 Янсьє (3301 Jansje) — астероїд головного поясу, відкритий 6 лютого 1978 року.
Тіссеранів параметр щодо Юпітера — 3,619.
Назва від здрібнілої форми нідерландського імені.